# Dundee (Nova York)
Dundee és una població dels Estats Units a l'estat de Nova York. Segons el cens del 2000 tenia 1.690 habitants.

## Demografia
Segons el cens del 2000, Dundee tenia 1.690 habitants, 661 habitatges, i 403 famílies. La densitat de població era de 582,6 habitants/km².
Dels 661 habitatges en un 34,5% hi vivien nens de menys de 18 anys, en un 40,7% hi vivien parelles casades, en un 15,3% dones solteres, i en un 39% no eren unitats familiars. En el 32,8% dels habitatges hi vivien persones soles el 15,4% de les quals corresponia a persones de 65 anys o més que vivien soles. El nombre mitjà de persones vivint en cada habitatge era de 2,45 i el nombre mitjà de persones que vivien en cada família era de 3,07.
Per edats la població es repartia de la següent manera: un 27,6% tenia menys de 18 anys, un 7% entre 18 i 24, un 26,7% entre 25 i 44, un 21,5% de 45 a 60 i un 17,2% 65 anys o més.
L'edat mediana era de 38 anys. Per cada 100 dones de 18 o més anys hi havia 87,9 homes.
La renda mediana per habitatge era de 26.034 $ i la renda mediana per família de 32.446 $. Els homes tenien una renda mediana de 28.875 $ mentre que les dones 20.885 $. La renda per capita de la població era de 14.858 $. Entorn del 15,8% de les famílies i el 17% de la població estaven per davall del llindar de pobresa.